# Jofre VI de Rocabertí

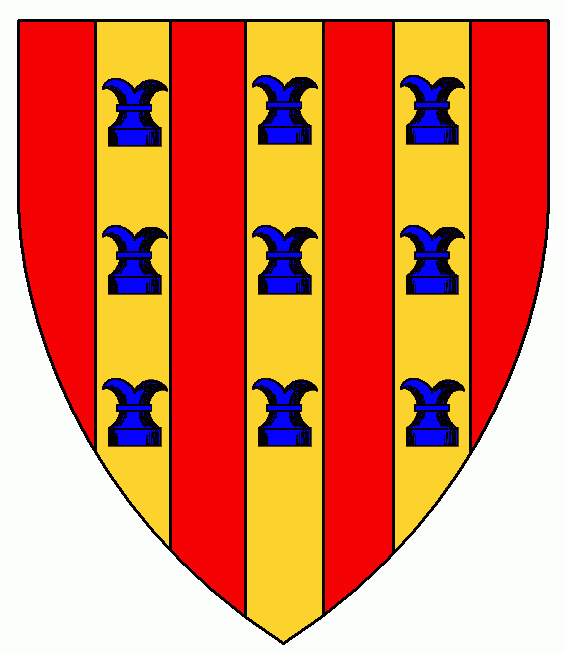
Armes dels Rocabertí

Jofre (VI) de Rocabertí i de Fenollet fou vescomte de Rocabertí entre 1392 i 1403.

## Biografia
Era fill del vescomte Felip Dalmau I de Rocabertí i d'Esclarmonda de Fenollet. Fou camarlenc de Joan I d'Aragó i va anar Sicília amb el seu pare el 1392 en una expedició organitzada per l'infant Martí, duc de Montblanc on morí el seu pare i ell retornà ràpidament als seus dominis per prendre'n possessió.
Mort el rei Joan, també fou camarlenc del rei Martí i el va servir al principi del seu regnat per expulsar els guerrers del comte de Foix que van envair el nord del Principat. El 1398 el rei li va confiar el comandament d'un estol de càstig que havia d'anar a Barbaria i recuperar unes sagrades hòsties que havien estat robades de Torreblanca per uns pirates. Aquesta expedició va prendre la plaça de Tedel·lís, al regne de Tremissèn. De tornada a Catalunya, l'estol va ser força desbaratat per unes tempestes i el rei li va demanar que es dirigís a Avinyó per ajudar el papa Benet XIII, però com que a Tarascó les aigües estaven baixes no hi van poder arribar.
El 1402 va morir el seu cunyat, Pere II d'Empúries, casat amb Joana de Rocabertí. Joana quedà hereva del comtat d'Empúries i, subsidiàriament, Jofre, però el rei Martí va impedir aquesta herència i a canvi va oferir altres possessions als Rocabertí. A més, la mort prematura de Jofre, el 1403, va fer que no es poguessin reivindicar aquests drets.
Jofre es va casar amb Isabel Ferrandis d'Híxar, filla del noble aragonès Pere Ferrandis d'Híxar, descendent de Jaume I. D'aquest matrimoni va néixer Dalmau VIII de Rocabertí, hereu del vescomtat. Quan morí el seu pare tenia molt pocs anys.